# Río Noun (Camerún)
El río Noun es un río de la región Occidental de Camerún, que nace en el lago Bamendjin, cerca de la ciudad de Bamenda, y desemboca en el río Mbam, el cual es afluente del río Sanaga, uno de los principales ríos de Camerún, que desemboca en el golfo de Biafra, junto a la ciudad de Duala.